# ニクソン・ショック
ニクソン・ショック、ニクソンショック（英: Nixon Shock）とは、1971年にアメリカ合衆国のリチャード・ニクソン大統領が発表した2つの宣言。当初は1番目のもの（7月15日のショック）を指し、（8月15日の）2番目のものは「ドル・ショック」と言われていた。両者を「2つのニクソン・ショック」と呼ぶ。
- 第1次ニクソン・ショック（ニクソン訪中宣言）は、1971年7月15日に発表された。ニクソン大統領の中華人民共和国への訪問を予告する宣言から、翌1972年2月の実際の北京訪問に至る『新しい外交政策』をいう。[1][2][3]

→ニクソン大統領の中国訪問
- 第2次ニクソン・ショック（ドル・ショック）は、1971年8月15日に発表された、米ドル紙幣と金との兌換一時停止を宣言し、ブレトン・ウッズ体制の終結を告げた新しい経済政策をいう。

→この頁で説明。
ニクソン・ショック（ドル・ショック）とは、1971年8月15日（日本標準時1971年（昭和46年）8月16日）にアメリカ合衆国連邦政府が、それまでの固定比率（1オンス＝35ドル）による米ドル紙幣と金の兌換を一時停止 したことによる、世界経済の枠組みの大幅な変化を指す。当時のリチャード・ニクソン大統領がこの政策転換を発表したからニクソンの名を冠する。諸外国にも突然の発表であったからショックと呼ばれた。

## 概要
1971年8月15日（日曜日）夜（日本時間8月16日（月曜日）午前）、ニクソン大統領はホワイトハウスから全米に向けたテレビ・ラジオの声明で新経済政策を発表した。これは当時、国内から失業とインフレーションに対処する「新たな措置が求められている状況」の中で発表された。
ニクソン大統領の声明の一部は以下の通り。
「……第二次大戦が終わった時、欧州とアジアの主要工業国の経済は疲弊していました。彼らのためにアメリカは過去25年間にわたり1,430億ドルの対外援助を行いました。それは正しいことでした。今日彼らは我々の援助に大きく助けられて活気を取り戻しました。彼らは我々の強力な競争相手であり我々は歓迎しています。しかし他国の経済が強くなった今、彼らが世界の自由を守るための負担を公平に分担すべき時期が来たのです。為替レートを是正して主要国は対等に競争する時です。もはやアメリカが片手を背中に縛られたまま競争する必要はないのです。……」
「……過去7年間、毎年1回は通貨危機が起きている。通貨危機で一体誰が利益を得たのか。労働者でも、投資家でも、富の真の生産者でもない。受益者は国際通貨の投機家です。彼らは危機で栄える故に危機を起こそうとしています。……」
「……最近数週間、投機家たちはアメリカのドルに対する全面的な戦争を行ってきた。……そこで私はコナリー財務長官に通貨の安定のためと合衆国の最善の利益のためと判断される額と状態にある場合を除いて、ドルと金ないし他の準備金との交換を一時的に停止するように指示した。……この行動の効果は言い換えればドルを安定させることにある。……IMFや我々の貿易相手国との全面的な協力の下で、我々は緊急に求められている新しい国際通貨制度を構築するために必要な諸改革を求めるだろう……」
この新しい経済政策で国内の失業対策(総額62億ドルの減税も含む)を除いて注目すべき主要な点は以下の3点である。
- 金とドルの交換を一時停止[注釈 1]
- 10%の輸入課徴金の導入[注釈 2]
- 価格政策（90日間の賃金・物価凍結）[5][注釈 3]

この新しい経済政策の金とドルの交換停止が、ブレトン・ウッズ体制を解体・終焉させる。有効なインフレーション対策が打てず、アメリカ合衆国は深刻な通貨危機に直面していた。4ヶ月後の1971年12月にドルの切り下げを容認して、新しい固定相場でスミソニアン体制が開始した。が、各国とも固定相場制を維持できず、1年3ヶ月後に変動相場制に各国とも移行していった。

## ショックの要因と推移
1944年。ブレトン・ウッズ協定は、当時のアメリカ合衆国の経済力を中心として大戦後の世界経済の運営や国際通貨の管理を前提にしていた。いずれの世界大戦でもアメリカ本土が戦場とならず、各国への経済的支援を行いその軍事特需で富を蓄積して、経済力を持ったアメリカが戦後の国際金融体制の中心に位置して、ドルだけが金と交換できる通貨として、他の国はドルとの交換比率を固定。為替相場の固定で国際貿易を円滑にしての経済活動の活発化が目的であった。
この協定に基づく国際金融体制を「ブレトン・ウッズ体制」といい、アメリカの世界各国への輸出で稼いだ貿易黒字を源泉として大量の金が蓄えられた。各国は体制下で安定した国際貿易の利益を享受していた。戦前は通貨発行量が希少金属である金の保有量に制約される金本位制であったが、戦後は金・ドル体制とも金為替本位制とも呼ばれ、実質的には金とドルを同じ基軸として置く体制で成り立ち、1950年代は戦後の復興と科学技術の発達による経済規模の拡大、国際貿易や国際投資の拡大、社会保障政策の普及、冷戦による恒常的な軍事費増などで、財政支出の恒常的拡大が進んでいった。
西欧各国が次第に経済力を回復させ、日本も高度経済成長で発展していく。アメリカの手持ちのドルが海外へ流出、金と交換できるドルの絶対的価値が揺らぎ始めるのは60年代に入った頃であった。
戦後各国が定めた通貨の固定為替レートは、アメリカを除いて、第二次世界大戦の主要な交戦国が戦争で著しく疲弊していた当時の世界の経済状況を前提に定められたレートであり、大戦直後に世界の金保有額の三分の二がアメリカに集中して、ドルの金交換に基づく固定相場制を原則としたIMF体制で成り立っていた。そして戦災から復興した国々の経済が発展するにつれて、固定為替レートは次第に各国の経済力・競争力から乖離した状況になり、50年代に入ると各国の通貨のドルに対する為替レートが英ポンドや仏フランは切り下げられ、1961年3月には西独マルクがそれまでの1ドル＝4マルクが5％切り上げられるなど、その時々に応じた通貨調整を行ってきた。しかし60年代後半になると潜在的要因としてドルの凋落が見え始めていたのである。
それまで、1950年代にアメリカの海外への軍事支出、政府援助、政府借款が貿易収支の黒字分以上を占めて、1960年には既にドル危機と懸念される状況になった。アメリカ自体のドル交換に応じる金保有の割合は、1948年の3.8倍から1960年には1.6倍に減少していた。1965年のベトナム戦争介入による財政赤字とインフレーションで、国際収支の赤字幅拡大によって、1966年に初めて外国のドル準備がアメリカ財務省が保有する金保有額を上回る事態となった。1968年頃からドル危機を潜在的要因としたフランの通貨不安が顕在化して、1969年8月にフランは11.1%切り下げ、9月にマルクは9.3%切り上げられた。
1971年当時の先進各国の経済力・競争力と比較して、アメリカのドルは現実の経済力・競争力よりも高い為替レートになり、対ドルの為替レートは現実の経済力・競争力よりも低い為替レートになり、アメリカは国際貿易において赤字を出す不利な状況であった。海外に流出したドルは貿易黒字国の対外準備として蓄積されたため、インフレーションを加速させた。米国がドル債務を負う形でドルを供給し、ベトナム戦争もあってドルと交換できる金の準備額がもはや不足していた。
国際収支の赤字は以前から続いていたが、1971年4月に貿易収支が初めて赤字となり、8月に入ってからフランス、8月13日にはイギリスがアメリカに対して30億ドルの金交換を要求した。この時が金・ドル交換の停止を決定する引き金になった。アメリカ政府は金・ドル本位制の通貨体制が困難になったと判断した。国内の事態急変を避けるため10%の輸入課徴金を掛け、物価・賃金を90日間凍結してその期間各国との多角的調整をしてドルをアメリカにとって一番望ましい形に切り下げる 方向へ舵を切ったのである。
1971年8月15日のニクソン・ショック後、欧州各国はまだ外国為替市場が開いておらず、即閉鎖を決定し結局23日に再開するまで1週間は市場を閉じたままであった。日本はこの声明が出たのが8月16日の午前10時で外国為替市場が開いており、ドル売りが殺到し、日銀がドル買いに走る。日本の外貨準備高が一気に100億ドルの大台を超えるなど混乱したが、その後も市場は閉鎖されなかった。西欧各国とも対応がばらばらで、西独は2ヶ月前に変動相場制に移行していたし、仏は二重相場制、英は上限変動相場制、オランダなどベネルクス3国は域内は固定相場制で域外は変動相場制をとっており、各国間の調整はつかなかった。
日本は10日程固定相場制を維持したが、1971年8月27日に外貨準備高が125億ドルに達して、この日の閣議で翌28日からやむなく為替相場で1ドル360円に上下1%の変動幅の制限枠を撤廃。変動相場制への移行を決定した。1ドル360円の時代はこの日に終わった。ショックから12日後である。円の為替レートは前日までの360円から変動相場となった初日8月28日に342円に、その後340円前後になり、年末までに320円前後を推移した。
多国間通貨調整でドルと他国通貨の為替レートの変更、特にマルクと円の切り上げが経済面で大きな影響を与えた。ニクソンの声明は「金とドルの交換停止、ブレトン・ウッズ体制の終焉」という意味が出来た。

### ニクソンショックまでの動き
ニクソン大統領の声明までの動きは以下の通りである。
- 2月11日－ジョン・コナリー[注釈 7]が米国財務長官に就任。3か月後の米銀行家協会主催の国際通貨金融会議にて「ドルを切り下げることも金価格を変えることも考えていない」と語る。しかし、ニクソンとコナリーはいずれ金交換停止に踏み切らざるを得ないとして同時に物価賃金統制令を実施することで合意していた。すでにこの頃には、ニクソン政権へ失業とインフレに対する無策の不満が高まっていた。
- 6月29日－コナリー財務長官は記者会見で「賃金物価監視委員会は設置しない」「賃金・物価の直接統制はしない」「減税はしない」「財政支出の追加はしない」と言明する。しかし、財務省の特別チームがドルと金との交換停止実行計画を練り上げていた。この特別チームは、ポール・ボルカー[注釈 8] 財務次官、ジョン・ペティ財務次官補、ウィリアム・デールIMF理事(米国代表)の3名で、金交換の停止のメカニズム、必要なドルの切り下げ幅、相手国に求める市場開放策、通貨制度の改革案を盛り込んでいた。この時に輸入課徴金の創設は入れていなかった。自由貿易主義の原則からは大きく外れるものであったからだが、コナリーが後に政治的判断で追加して、ボルカー財務次官が自国の保護主義で論理的に矛盾しているとして強く反対したがコナリーは押し切った。
- 7月10日－日本で経済学者が集まった為替政策研究会で円の小刻み切り上げを提唱。
- 7月20日－日銀が公定歩合を0.25%引き上げ。
- 8月初旬－ニクソンにコナリーから包括的な新経済対策の提案が渡される[注釈 9]。しかし8月は議会が休会中なのでニクソンは9月に実施する予定にした。この頃に米国上下両院国際通貨分科会が報告を出して、ドルの切り下げ、主要国との平価調整、金交換の停止、ドルの変動制移行などの通貨政策の選択肢を挙げている。
- 8月 9日－前週にフランスでドル売りが加速し、週明けに投機が再燃した。
- 8月13日－英国が30億ドルの金交換を要求。この日にキャンプ・ディビッドの山荘に極秘に16名のスタッフをニクソンは集めた。ニクソン、コナリー以外にはアーサー・バーンズFRB議長、ポール・マクラッケン大統領経済諮問委員会(CEA)委員長[注釈 10]、ジョージ・シュルツ[注釈 11] 行政管理予算局長、ポール・ボルカー財務次官らが顔を揃えた。会議で新政策の骨子が出された後に、ドルと金との交換停止に異を唱えたのがバーンズFRB議長であった[注釈 12]。大勢は賛成で結論が出された。
  - 会議は当日午後3時15分から延々4時間にわたったと言われる。スタッフの間では7月下旬には新経済政策について立案作業が始まっていたが、8月13日に緊急会議で決定して発表されるとは予想していなかった。ワーキングペーパーを作成するための作業チームが3班編成されて、それを基に大統領スピーチライターのサファイア―が演説草稿を書きあげた。作業チームには「賃金物価凍結」にはマクラッケン、「減税」はシュルツ、「金交換停止と輸入課徴金」はコナリーとボルカ―が担当した。翌日の土曜日の夜明け前に演説草稿が出来上がった[15][注釈 13]。
  - 会議のことはロジャーズ国務長官やレナード国防長官には事前に知らされず、二人が知ったのは翌日の午後であった[16]。
- 8月14日－市場の混乱で日銀のドル買いがこの日だけで1億ドルに達し、前年末の外貨準備高が44億ドル、それが7月末で79億ドルで、すでにこの日で軽く80億ドルを超えていた。
- 8月15日－米国東部標準時午後9時にホワイトハウスからニクソン大統領が新経済政策を発表。
- 8月16日－日本時間午前10時にニクソン声明を受ける。佐藤栄作首相は10分前にロジャーズ国務長官より電話連絡を受ける。市場はすでに開いた直後であった。至急に大蔵省で緊急幹部会が開かれて、鳩山威一郎事務次官は緊急措置として市場の閉鎖を、同期の柏木雄介顧問は市場の開放をそれぞれ主張して甲論乙駁の末、市場を開け続けることになった。この日だけで日銀は6億ドルの平衡買いを行い、東証株価は210円50銭安(8%減)となった。一方、13時間遅れのニューヨーク市場ではダウ平均が32.93ドル上昇してそれまでの最大の上げを記録していた。米国民は諸手を挙げて新政策を歓迎していた。

### ニクソンショック後の動き
大統領声明後の日本での混乱した動きは以下の通りである。
- 8月17日－佐藤首相が閣議後に大蔵省幹部と協議。引き続き市場を開放することに決定。この日も6億ドルの商いであった。首相の指示で柏木雄介顧問を急遽欧米に派遣。柏木顧問はパリでレネップOECD事務総長やフランス政府高官と意見交換した後にワシントン入りして、コナリー、ボルカー、マクラッケン、シュバイツアーIMF専務理事らと協議。
- 8月21日－佐藤首相に柏木顧問より報告が入る。日記に「どうも円の切り上げはやむを得ないか」と記す。
- 8月22日－大蔵省は極秘の緊急幹部会を開き、柏木情報も参考に変動相場制を検討したが結論は出ず。
- 8月26日－大蔵省文書課長が佐藤首相のもとへ、2日後に為替のフロートを最大7%幅で行い、デノミネーションも同時に行う案を打診する。首相はデノミ案は却下する。
- 8月27日－日銀のドル買いが1日12億ドルに達する。ここまででショック後に約40億ドルを日本銀行は買い入れていた。わずか10日間であった。
- 8月28日－1ドル360円の固定相場制から変動相場制に移行[18]。初日は約5%上昇。
- 12月20日－新為替レート（1ドル＝308円）が実施[19]。
- 1973年2月14日－円は変動相場制へ完全に移行[20]。

1950年以降のドル対円の為替レート

## スミソニアン体制へ
変動相場に移って以後、早く固定相場に戻るべきとして円の単独切り上げで固定相場を復活させる考え方もあったが、結局多国間での通貨調整が行われる見通しになった。G10先進10か国蔵相会議を舞台にした多国間通貨調整は以降、9月半ばのロンドン、9月末からのワシントン、11月末のローマを経て12月半ばのワシントンで決着を付ける。最初のロンドンでは米国が黒字国責任論を唱え黒字国の相当大幅な切り上げを求め、金に対する切り下げを拒否した。9月末からのワシントンでは大きな進展はなく、米国に輸入課徴金の撤廃とドル切り下げを求める日欧と、貿易黒字国の責任を声高に主張する米国との対立は解けなかった。11月9日に来日したコナリー財務長官と首相との会談が11日に行われ、席上10%の輸入課徴金の廃止と同時に24%の円切り上げをとの話 が出ていた。11月末のローマでコナリーが初めてドル切り下げに言及して年内決着の見通しが出てくる中で12月12〜13日に大西洋上のアゾレス諸島で行われた米仏首脳会談でニクソンとポンピドゥー大統領との間でニクソンはドルの切り下げを確約した。この頃には円の為替は320円を割って実質切り上げ率は12%になり、西独の実質切り上げ率を上回るようになっていた。
12月15日に水田三喜男蔵相は佐藤首相を訪ね交渉前の最後の打合せを行った。首相は米国がドル切り下げに踏み切ったので「切り上げ巾も大巾でも余り影響混乱はないと思へる」としたが口頭では「然し14%台にとどめ度い」と蔵相に述べている。ただ別には「20%以下ならいい」と聞いたという話もあり、首相はドル切り下げで多少とも切り上げ率が高くなっても影響はないと考えている見方もできる。決着が付いた後の情報が入って「解決した事はとも角一安心」と日記に記している。
1971年12月17〜18日、ワシントンD.C.のスミソニアン博物館で先進10か国蔵相会議 が開かれ、ここでドルと金との固定交換レートを実質7.98%引き下げ（1オンス35ドルから38ドルへ）、米国の輸入課徴金10%の廃止、固定相場制を維持しつつそれまでの変動幅を上下1%から2.25%に拡大とし、ドルと各国通貨との交換レートを国家間の多角的調整で決定された（スミソニアン協定）。このスミソニアン協定によって各国の対ドル為替レートが変更され、ここで固定為替相場に戻った。
日本円は従前の1ドル=360円から16.88% 切り上げされ1ドル=308円となった。この日本円の為替レートが決まると他のマルク以下のレートが決まって行った。この切り上げ幅は各国通貨の中でも最大で、他の国では西独が13.5%、英仏が8.57%、オランダが11.57%、伊が7.48%のそれぞれドルに対する切り上げとなり、この時に通貨調整をした国は50か国に及んだ。西独がそれまでに何度かの切り上げを行って、なお且つショック前に変動相場制に移行している。日本はずっと360円の固定相場を維持して切り上げをしてこず大幅な切り上げにつながったのは否めない。
8月28日から始まった変動相場制が同年12月19日より再び固定相場制に戻り、なおかつ前日よりも円高の308円への切り上げ（ドルから見れば切り下げ）が実施された。佐藤首相は自身の日記に12月21日付けで「水田君が八時半に来る。ほんとにご苦労でしたが苦労甲斐のある仕事で…市場も堅調…為替相場も平穏無事…。下限に近く三百十四円程度…」と述べている。こうしてニクソン大統領は8月15日に大統領が発表した政策の最大の目的であったドルの大幅な切り下げに成功した。

## 沖縄の通貨交換
1971年夏から年末までの激動がスミソニアン体制の確立で日本経済は落ち着きを取り戻した。翌1972年春に3年前の日米首脳会談で決定した沖縄返還の時期を迎え、このニクソンショックによる円とドルの為替レートの変更が沖縄に大きな問題を残すこととなった。1971年8月28日からの変動相場制の移行でドルが流通する沖縄は円の実質切り上げで為替差損が発生し、物価が暴騰した。琉球政府（屋良朝苗行政主席）は「貿易為替差損補償措置」をとり、ドル建て輸入物価の上昇による業者の超過分を琉球政府が負担して物価の上昇を抑える施策をとった。結局物価の高騰を招いた。
本土復帰時に流通していた法定通貨であるドルから円への通貨交換、その時点での為替レートを参考に公定レートを決定することとなった。1年前には360円の1%前後の固定相場であったレートが変動相場に移り、前年末に308円の2.25%前後の固定相場になって、実質は沖縄県民にとって差損が生じる事態となり、県民の間には元の360円での通貨交換を望む声が強かった。
本土復帰直前の1972年5月12日に日本政府はその直前1週間の円とドルの相場の動き（303円50銭～305円50銭）から沖縄の通貨交換レートを305円に決定した。
併せて前年10月8日時点での個人の現金預金について360円との差額を保障する「通貨交換に伴う特別給付金支給要綱」を決めて琉球政府に通達した。
1972年5月15日、沖縄返還に伴う通貨交換が実施され、1ドル305円の交換レートで回収額は1億346万ドル、円支払額は315億円に達した。しかし308円の固定レートは復帰後1年も続かず、その後変動相場制に戻って沖縄は以降円高に苦しめられる時期が続くこととなった。

## スミソニアン体制崩壊
翌年1972年3月になると当時のEC6か国（西独・仏・伊及びベネルクス3国、この当時の英は未加盟）が域内の国内通貨は固定相場とするが域外のドルに対しては固定相場を放棄して変動相場制に移行する措置 をとった。しかしドル売りの動きは止まらず、英国のポンドに投機で売り浴びせられて、6月23日にイギリスが変動相場制に移行。翌1973年になるとイタリアの政界混迷でイタリア人によるスイスフラン買いが増え、スイスフランが変動制に移行した。やがて投機はドルに向かい西独で連邦銀行がドルを買い支えたが市場閉鎖に追い込まれた。2月8日にボルカー財務次官が来日して愛知揆一蔵相と会談し、10%のドル切り下げで、円を10%切り上げるように要請して来た。愛知蔵相は日本が取れるのは円切り上げでなくフロートだと主張した。その後結局、日米独間の折衝で円は対ドルで17〜20%切り上げに相当する1ドル257〜264円で変動させることで合意が成立した。2月12日にシュルツ財務長官が記者会見でドルの10%切り下げを発表し、2月14日に円は変動制に移行した。これで一応スミソニアン体制は落ち着いたと思われたが、今度は金相場が暴騰。マルクにも投機が集中し3月1日に西独連銀のドル買いがわずか1日で30億ドルに達し翌3月2日に閉鎖に追い込まれた。3月9日と16日にパリで主要14ヵ国の通貨会議が開かれたが、19日に市場が再開された時には殆どの国が共通フロートに踏み切っていた。ここに至って、なし崩しに先進国ほぼ全てが変動相場制へと移行した。
アメリカは固定相場制を維持できる経済力を失い、戦後から続いた国際金融体制で自国の国力を背景に統制することが困難になった。西欧各国と日本の台頭がアメリカ経済の衰退を招き、固定相場の安定が失われていった。日本も1973年2月に変動相場制に移行して以降、固定相場制に戻ることなく、1976年1月、ジャマイカのキングストンで行われた国際通貨基金 (IMF) 暫定委員会において、変動相場制が正式に承認された（キングストン協定）。この変動相場制の時代が40年以上続き今日に至っている。
そして、「1971年のニクソンショック以降、普通の価値を有していたドルが変動することになり、債権や株式、そして原油の先物市場がつくられ市場経済化が始まった。」 と言われるように、金融の自由化が進んで金融市場は拡大した。国際的な資本移動が活発化し、先進国の金融自由化とともに新興国向けの投資も増加し、新興国では外国資本を流入させるためにドルに対する固定相場制を維持する国もあった。このような状況によって、ブレトンウッズ体制の終了はドルの需要をより高める結果をもたらした。

## ニクソン不況（通称）
1971年8月15日のニクソン大統領の新経済政策の発表は世界中にショックを与えた。日本はニクソンショックの1年前の1970年8月から景気後退期に入っており、ニクソンショックの頃はすでに不況であった。前年の大阪万国博の開幕で、それ以前の万博景気に沸いた反動が万国博覧会の開催中に現れてきており、景気動向指数からいくと、東京五輪が開催された後の1964年11月から景気後退期に入り(「証券不況」、「昭和40年不況」とも呼ばれる)、1年後の1965年10月に底をついて上昇に入り、それらが1970年7月まで続き(いざなぎ景気)、1970年7月をピークに景気後退期に入り(「ニクソン不況」、「ドル・ショック」、「円切上げ不況」、「第一次円高不況」、「昭和45・46年不況」とも呼ばれる)、1971年12月を底に再び上昇に入って列島改造ブーム（列島改造景気）で1973年11月の第一次石油（オイル）ショックまで好景気になっている。57ヶ月続いた「いざなぎ景気」の後に「ニクソン不況」は17ヶ月続いた。
ニクソン政権下のアメリカは、政権発足時から景気対策で好ましい成果を出せず、不況でインフレでしかも高い失業率で、なおかつ貿易収支が赤字に転落する1971年7月頃には明らかにニクソンの経済政策が失敗していると見なされていた。日本はこのアメリカの不況の影響をもろに受けていたのである。「ニクソン不況」とは、このショック以前のニクソン政権の経済政策の失敗が原因で起こったことであり、「ニクソンショック」とは、この国内の不況と国際経済でのアメリカの役割を見直すカンフル剤として打ち出したもので、ショックが原因で不況になったわけではない。
スミソニアン協定が締結されて、日本が1ドル308円で固定相場に戻った1971年12月に、日本国内では輸出産業が大打撃を受けると予想する向きもあったが、結果は皮肉にもこの1971年12月を底に景気は上昇期に入っていくのである。

## エピソード
世界を揺るがす経済政策の変更 が突然発表された時に、まだこの時点では欧州も市場が開いておらず、為替相場の混乱を回避する方策を検討し閉鎖する余裕があった。しかし日本はすでに為替市場が開いている時間であったので日本市場だけが混乱する1日となった。後にニクソン大統領は、1971年の金とドル交換停止の理由ひとつは「日本人につけをまわすため」 であり、1969年の沖縄返還交渉で、佐藤首相が約束した「日米繊維問題での誠意ある行動」すなわち繊維製品の輸出を包括規制する約束を実行しなかったこと で「日本の首相にわざと恥をかかせた」 とした発言をしている。
この1971年夏頃にニクソン大統領が日本に対して相当怒っていた事は当時の駐米日本大使館審議官の岡崎久彦も読売新聞紙上でも述べており、もう一つのニクソンショック（電撃的な中国訪問発表）と同じように事前に全く日本側に連絡が無かった。
前月の中国訪問の電撃発表ショックとあわせて、外交と経済の分野で、それまでには無かった新しい基軸でアメリカは動くことを内外に示した。アメリカがソ連と中国との緊張緩和を図ろうとしたのは欧州やアジアの双方で封じ込め政策を遂行していくための費用を負担しきれないと認めたからである。ニクソンドクトリン、沖縄返還、戦略兵器削減、ベトナム戦争停止、輸入制限、新経済政策などは、いずれもアメリカが相対的衰退の時代に入り、アジアでの軍事的関与を削減するに際して「秩序ある移行」を確実にするためであった。